# 알파 로메오 토날레
알파 로메오 토날레(이탈리아어: Alfa Romeo Tonale)는 스텔란티스(Stellantis)의 브랜드 알파 로메오에서 2022년부터 생산 중인 초소형 럭셔리 크로스오버 SUV(C-세그먼트)이다. 2022년 2월에 출시되어 브랜드에서 판매하는 가장 작은 SUV이자 브랜드가 6년 만에 선보이는 첫 번째 신모델이 되었다.
차명인 토날레는 북부 이탈리아의 토날레 산길의 이름에서 유래되었다.

## 개요
양산형은 원래 2021년에 출시될 예정이었으나 구동계에서 더 나은 범위와 성능을 요구하는 알파 로메오 경영진과 글로벌 반도체 부족으로 인해 2022년으로 연기되었다.
피아트 크라이슬러 오토모빌스가 소유하는 동안 개발되었으며 지프 컴패스와 공유되는 SCCS 크로스오버 플랫폼의 크게 수정된 버전에 의해 뒷받침되었다. 또한 30마일의 순수 전기 범위를 제공하는 15.5kWh 리튬 이온 배터리를 사용하는 플러그인 하이브리드 옵션이 장착된 최초의 알파 로메오이다.
토날레의 모든 모델에는 아마존 알렉사를 지원하는 Uconnect 5 소프트웨어 제품군에서 실행되는 12.3인치 디지털 인포테인먼트 클러스터와 10.25인치 인포테인먼트 화면이 장착되어 있다.또한 Tonale에는 자동차의 수명 주기 데이터를 기록하고 저장하는 NFT가 함께 제공된다. 알파 로메오에 따르면 NFT는 자동차의 잔존 가치를 유지하는 데 도움이 될 수 있는 인증서를 생성한다.

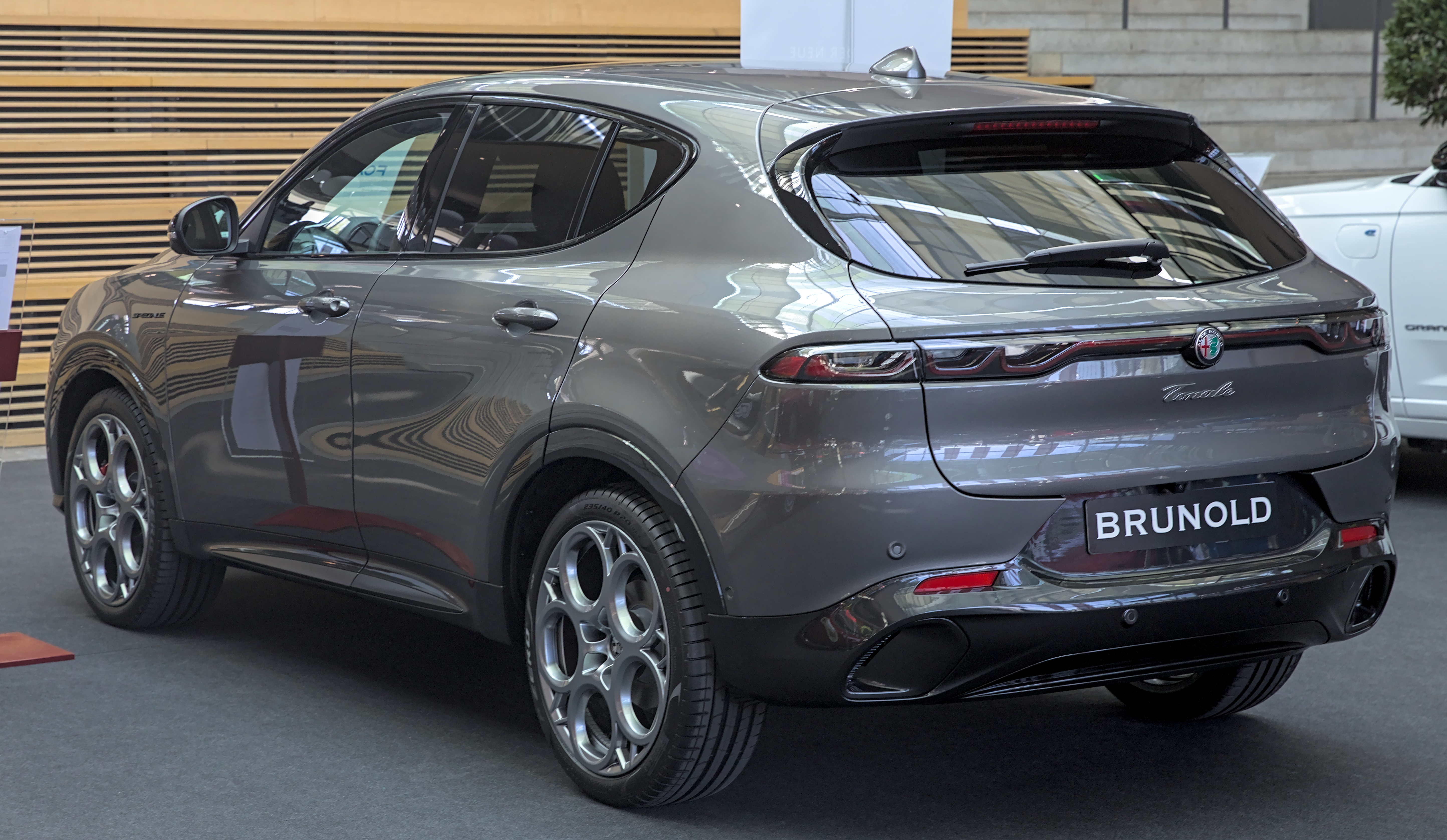
후방
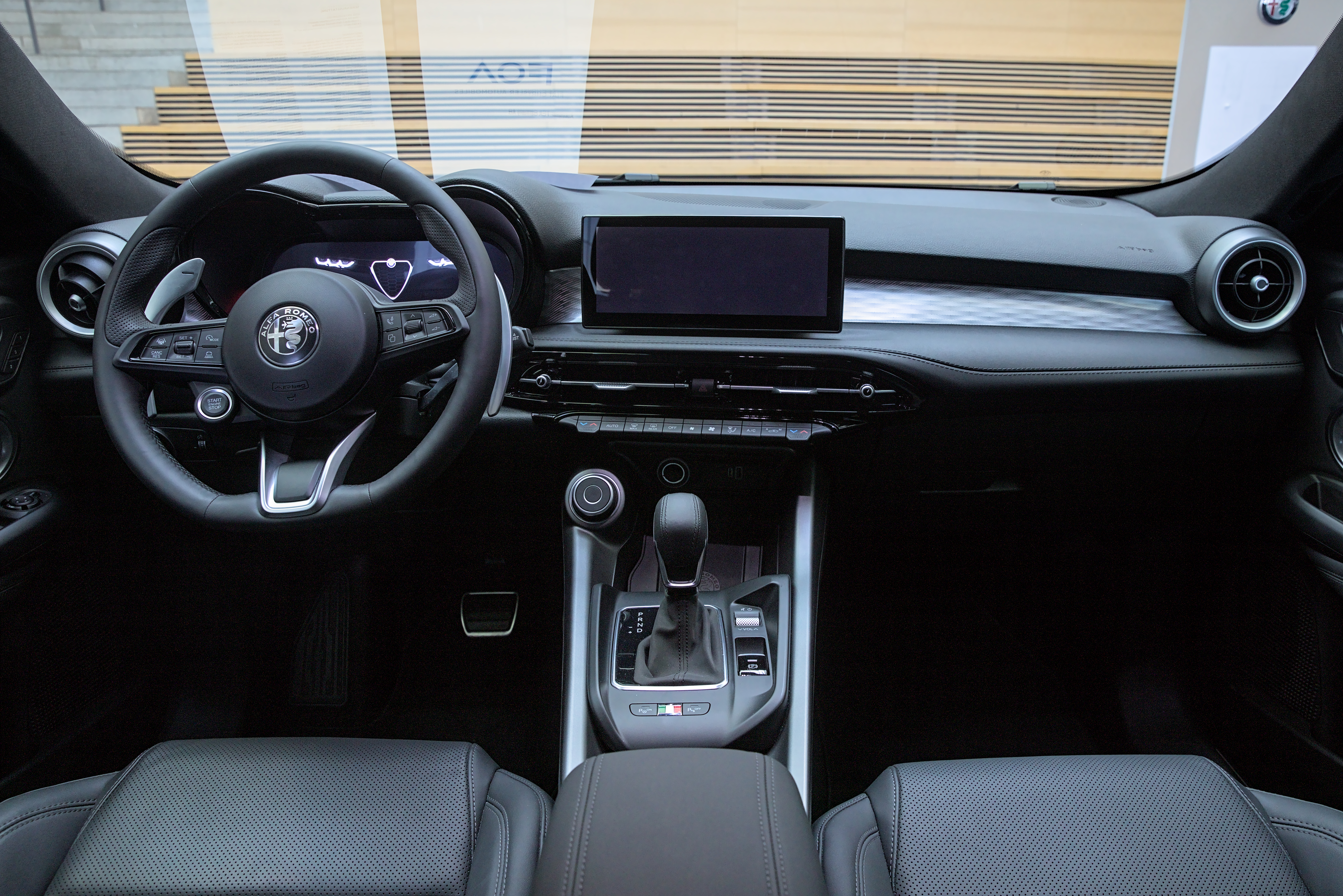
내부

## 판매국

### 북미
북미 버전은 2023년형으로 2.0리터 가솔린 터보차저 엔진과 1.3리터 플러그인 하이브리드 엔진 옵션으로 출시될 예정이다.

## 컨셉트 버전
컨셉트형은 2019년 3월 제네바 모터쇼에서 공개되었다. 전면 장착 가솔린 엔진과 후면 장착 전기 모터가 있는 지프 레니게이드의 플러그인 하이브리드(PHEV) 구동계가 특징이다 (이 정보는 알파 로메오 담당자가 공식적으로 확인하지 않음).토날레에는 D.N.A 알파 로메오 주행 선택기가 있다. 최대 성능을 위한 듀얼 파워 모드, 일상적인 사용을 위한 내츄럴 모드 및 고급 효율성 설정은 전기 추진력만 사용한다.터치스크린의 E-mozione 버튼은 스로틀 설정, 제동 응답 및 조향 감각을 추가로 조정한다.
자동차 전면에는 SZ 및 브레라의 헤드라이트를 연상시키는 3+3 LED 헤드라이트가 있다.

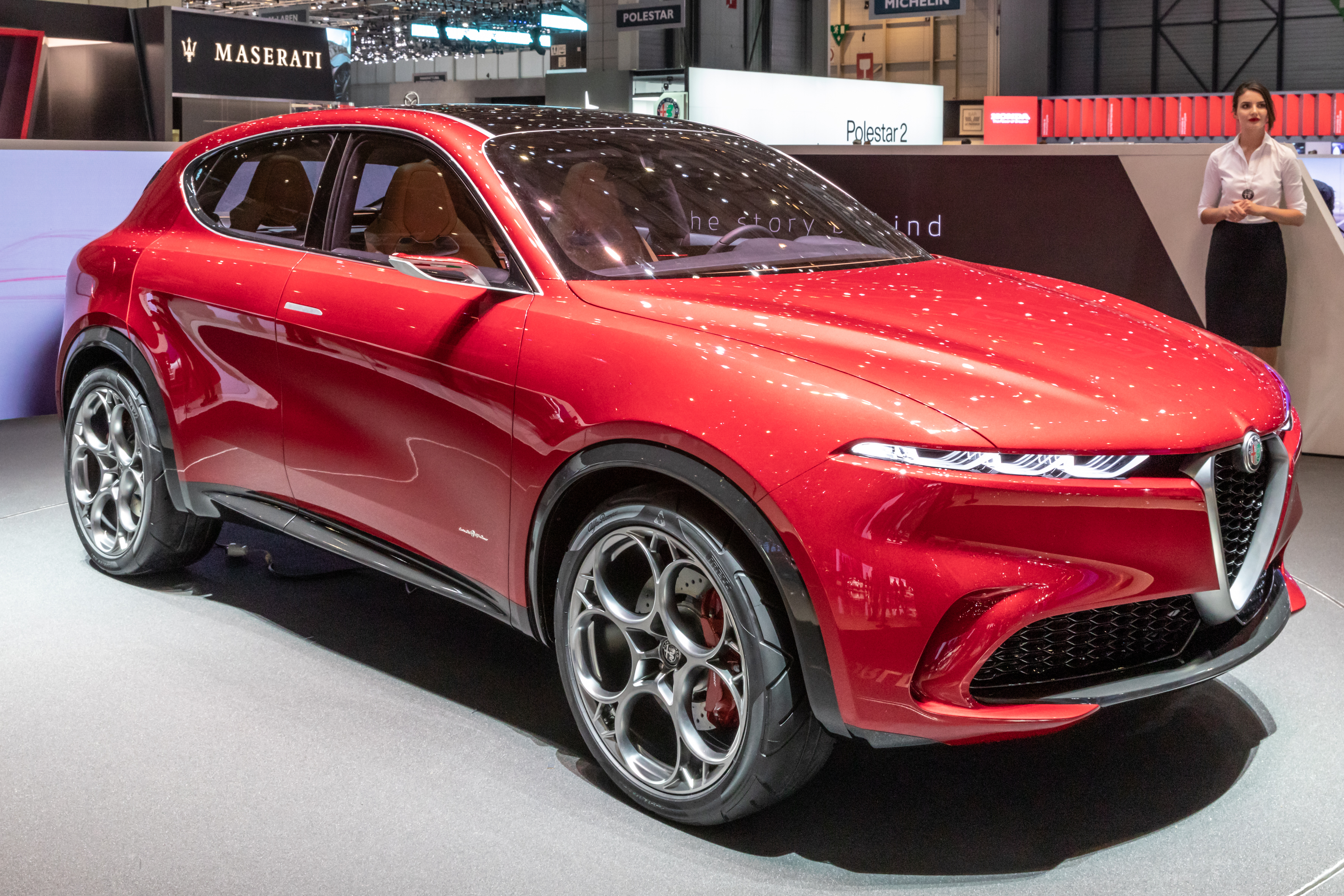
전면
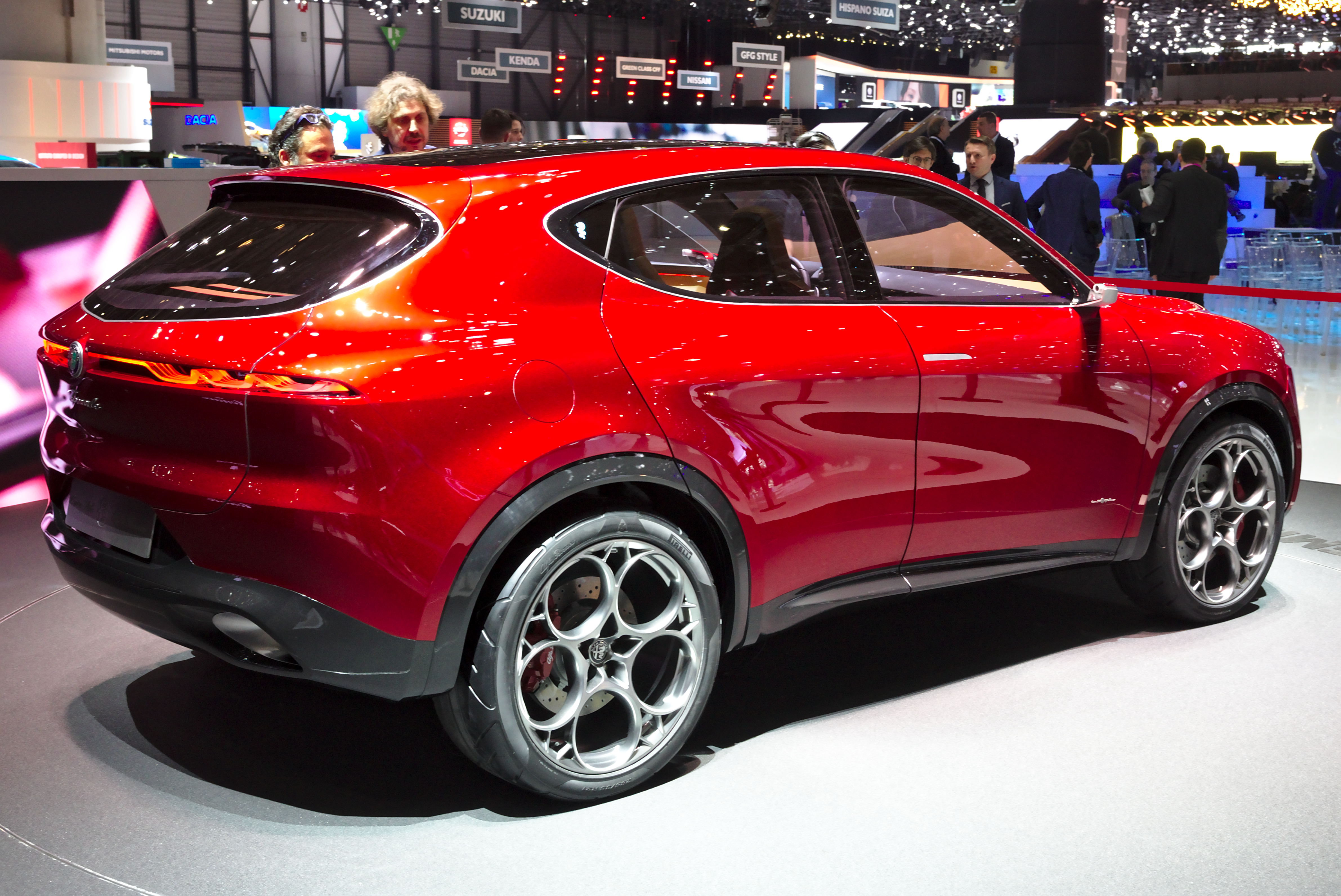
후면
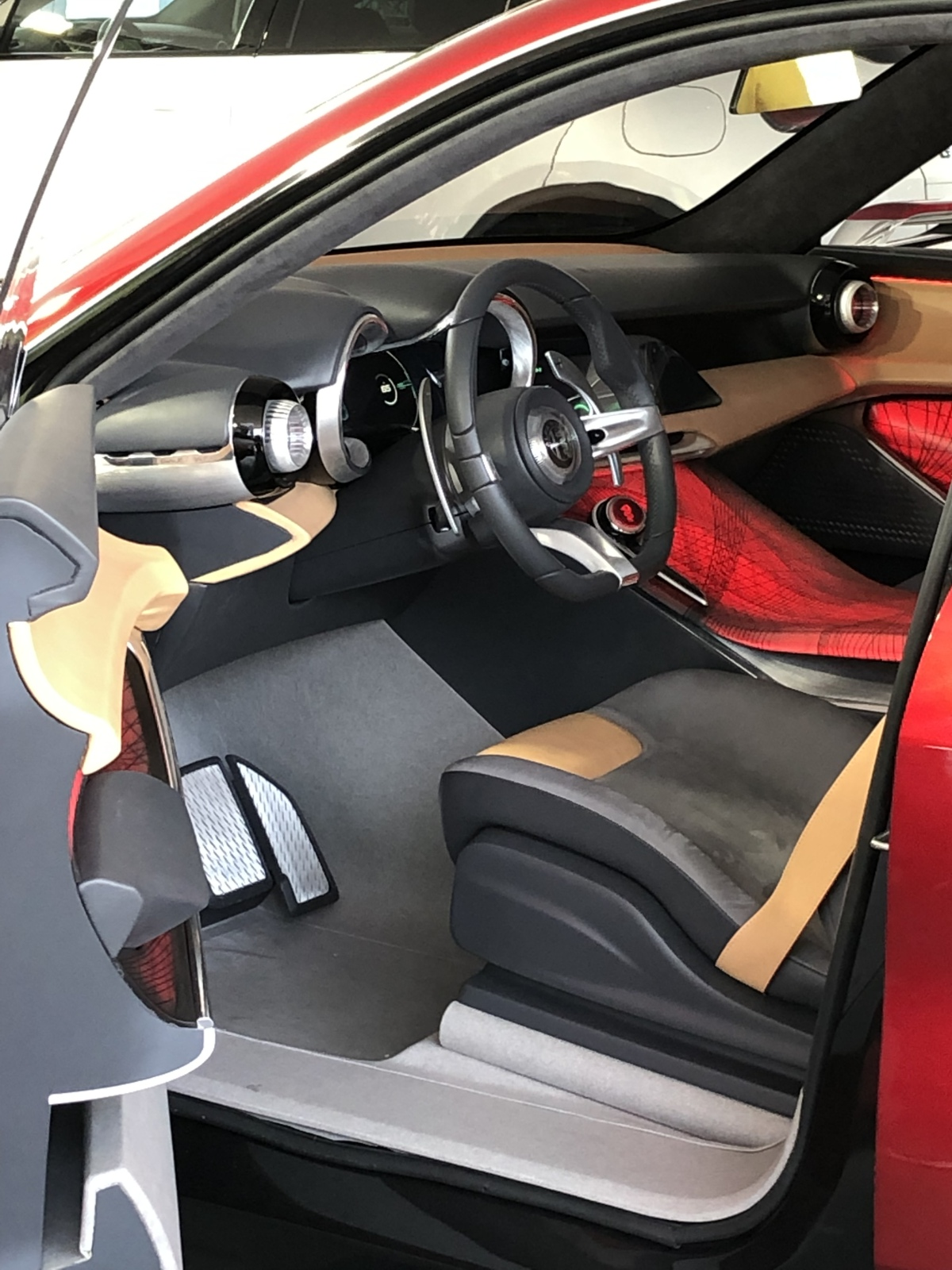
내부